# Te Papanui Conservation Park
Der Te Papanui Conservation Park ist ein Naturschutzpark in der Region Otago auf der Südinsel von Neuseeland. Der Park untersteht dem Department of Conservation.

## Geographie
Der Te Papanui Conservation Park befindet sich in den Lammerlaw Range, rund 50 km westnordwestlich vom Stadtzentrum von Dunedin. Der westliche Teil des Lake Mahnerangi ist nur 1 km südlich des Parks zu finden und der Clutha River/Mata-Au zieht rund 14 km westlich vorbei.
Der Te Papanui Conservation Park erstreckt sich über eine Fläche von 21.000 Hektar und dehnt sich in Nord-Süd-Richtung über eine Länge von ca. 20 km aus. In Ost-West-Richtung kommt der Park auf eine maximale Breite von 17 km. Das Quellgebiet des Taieri River befindet sich im Park.

## Geschichte
Der Park wurde im März 2003 eröffnet und konnte aus bestehenden Naturschutzgebieten, aus Landkäufen durch den Nature Heritage Fund und nicht weiter verpachteten Farmland gebildet werden.

## Flora und Fauna
Der Park besteht aus einer weitläufigen Tussock-Graslandschaft, die zweite, die nach dem Korowai/Torlesse Tussocklands Park unter Schutz gestellt wurde.